# Yang Hong
Yang Hong (chinesisch 楊宏 / 杨宏, Pinyin Yáng Hóng; * 1. November 1963 in Tonghua, Provinz Jilin) ist ein chinesischer Nachrichtentechnik-Ingenieur. Er ist seit Oktober 2010 Technischer Direktor des Raumstationsystems beim bemannten Raumfahrtprogramm der Volksrepublik China und leitet in dieser Eigenschaft Entwicklung, Bau und die technischen Aspekte des Betriebs der Chinesischen Raumstation.
Seit dem 18. November 2021 ist Yang Hong Mitglied der Chinesischen Akademie der Ingenieurwissenschaften.

## Jugend und Studium

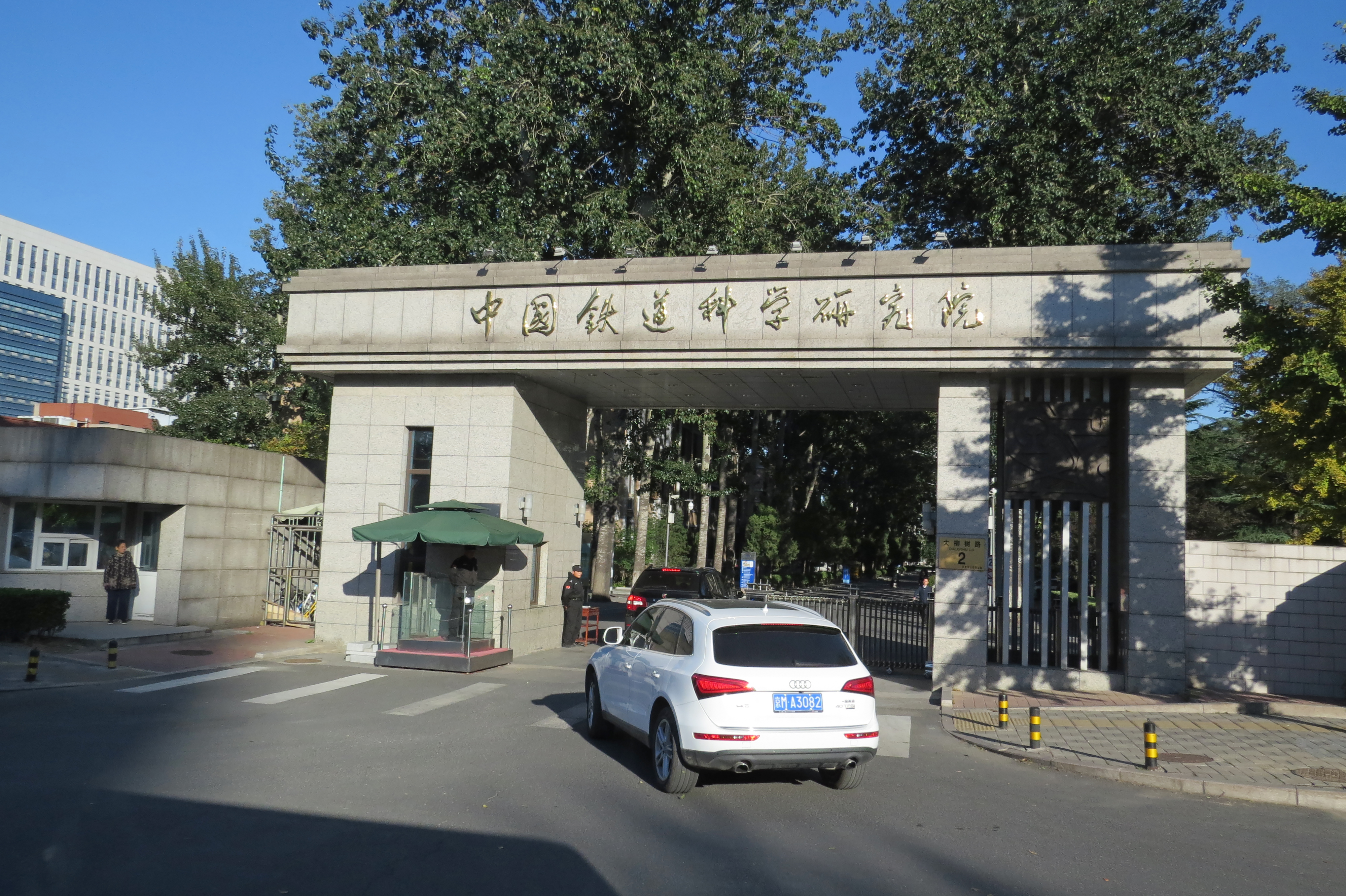
Haupttor der ehemaligen Akademie des Eisenbahnministeriums

Yang Hong wurde am 1. November 1963 im nordostchinesischen Tonghua geboren.
Seine Eltern zählten zur gebildeten Mittelschicht: sein Vater war Raketentechniker, seine Mutter Russischlehrerin am Gymnasium. Insbesondere seine Mutter achtete darauf, dass er von klein auf gewissenhaft lernte – 1966 war die teilweise bildungsfeindliche Kulturrevolution ausgebrochen – und er war immer ein guter Schüler. In seiner Freizeit nahm er an Bastelkursen für Schiffs- und Flugzeugmodelle teil. Er beschloss, Ingenieur zu werden und begann ein Studium an der Fakultät für Nachrichtentechnik der damaligen Akademie für Nachrichtentechnik Nordwestchinas in Xi’an. Nach dem Vordiplom in Informationstheorie 1984 wurde er zunächst der damaligen Akademie des Eisenbahnministeriums (铁道部科学研究院) als wissenschaftlicher Mitarbeiter zugeteilt.
Ende der 1980er Jahre war es unter dem Eindruck der Reform- und Öffnungspolitik unter chinesischen Jungakademikern nicht unüblich, entweder eine Firma zu gründen oder im Ausland zu studieren. Yang Hong entschied sich jedoch 1988 für ein Aufbaustudium an der Chinesischen Akademie für Weltraumtechnologie des damaligen Ministeriums für Luft- und Raumfahrtindustrie, das er 1991 mit dem Ingenieurdiplom abschloss. Zu diesem Zeitpunkt war er offiziell immer noch ein Angestellter des Eisenbahnministeriums.
Yang Hong hatte sich an der  Akademie für Weltraumtechnologie auf Datenverarbeitung spezialisiert, auf Bordcomputer für Satelliten und die entsprechende Software. Seine Prüfungsergebnisse waren ausgezeichnet und er bekam ein Angebot von Lenovo, in deren damals im Aufbau befindlichen Softwarezentrum zu arbeiten. Die Privatfirmen zahlten zu jener Zeit wesentlich höhere Gehälter als der chinesische Staat – in diesem Fall ein Mehrfaches – angesichts der interessanteren Aufgaben entschied sich Yang Hong dennoch dafür, als Ingenieur bei der Chinesischen Akademie für Weltraumtechnologie zu bleiben.

## Chinesische Akademie für Weltraumtechnologie

### Rückkehrsatellit
Als er 1991 von der Chinesischen Akademie für Weltraumtechnologie fest übernommen wurde, wurde Yang Hong zunächst der von Wang Xiji geleiteten Entwicklergruppe für den Rückkehrsatelliten FSW-2 zugeteilt. Bei diesem 4,6 m langen und 3 t schweren Aufklärungssatelliten – zwischen 1992 und 1996 wurden drei Exemplare gestartet – handelte es sich im Prinzip um ein kleines Raumschiff mit einem Servicemodul und einer konischen Landekapsel mit einer CCD- und einer Film-Kamera. Anders als das Vorgängermodell FSW-1 konnte FSW-2 mit Hilfe von kleinen Triebwerken bis zu einem gewissen Grad im Orbit manövrieren.
Yang Hong war für die Entwicklung der Zündungssteuerung dieser Triebwerke zuständig.

### Shenzhou-Raumschiff
Am 9. August 1992 hob FSW-2 1, auch bekannt unter der militärischen Bezeichnung „Bahnbrecher-1B 1“, mit einer Trägerrakete vom Typ Langer Marsch 2D vom Kosmodrom Jiuquan ins All ab; die Landekapsel kehrte nach 15 Tagen, am 24. August 1992, wohlbehalten zur Erde zurück.
Genau vier Wochen später, am 21. September 1992, wurde vom Ständigen Ausschuss des Politbüros der Kommunistischen Partei Chinas das bemannte Raumfahrtprogramm der Volksrepublik China genehmigt. Das als erster Schritt des Programms vorgesehene Raumschiff – später „Shenzhou“ genannt – sollte von der Chinesischen Akademie für Weltraumtechnologie entwickelt werden. Aufgrund seiner Erfahrung bei den Rückkehrsatelliten gehörte Yang Hong, gerade 29 Jahre alt geworden, zur ersten Gruppe von Ingenieuren, die bei der Firma zum neu eingerichteten, von Qi Faren geleiteten „Hauptlabor chinesisches bemanntes Raumschiff“ (中国载人飞船总体室) versetzt wurden.
Yang Hong wurde damit beauftragt, das Computersystem des Raumschiffs zu konzipieren. Erschwert wurde diese Aufgabe durch die Arbeitsteilung: die Projektleitung lag bei der Akademie für Weltraumtechnologie, die auch für den Bau des Orbitalmoduls und der Rückkehrkapsel zuständig war, während das Servicemodul bei der Shanghaier Akademie für Raumfahrttechnologie gebaut wurde. Da das Raumschiff vor und während des Starts auch mit der Trägerrakete, die von der Chinesischen Akademie für Trägerraketentechnologie gebaut wurde, und den Systemen des Kosmodroms in der Inneren Mongolei kommunizieren musste, hatte Yang Hong zwischen 1993 und 1995 zahlreiche Dienstreisen zu absolvieren, um sich mit den diversen Aspekten vertraut zu machen.
Eine der Vorgaben war, dass das Raumschiff nur aus in China hergestellten Komponenten bestehen durfte. Angesichts der damaligen Möglichkeiten der chinesischen Computerindustrie entschied sich Yang Hong für ein System mit kleinen eingebetteten Computern und mehreren einzelnen Bordrechnern, die über Hochgeschwindigkeits-Datenleitungen miteinander verbunden waren. Das Raumschiff hatte 13 Systeme (Kommunikation, Telemetrie etc.) mit mehr als 600 einzelnen Geräten, die über 300 Kabel mit 80.000 Kontakten untereinander verbunden waren. Ab August 1996 fanden unter der Leitung von Yang Hong an einem Prototyp des Raumschiffs Computersimulationen von Raumflügen statt, in deren Verlauf sich zahlreiche Probleme bei der Anpassung der Steckverbindungen ergaben. So hatte zum Beispiel ein Zulieferer aus Guizhou den zum Reinigen der Kontakte verwendeten Alkohol nicht vollständig entfernt, der dann beim Anlegen einer Spannung verkohlte.
Es dauerte bis Mai 1997, bis eine komplette Mission fehlerfrei simuliert werden konnte.
Yang Hong war auch für die Integration des von der Akademie für Feststoffraketentriebwerkstechnik in Xi’an hergestellten Rettungsraketen-Systems verantwortlich, das oben auf dem Raumschiff montiert war, mit der Trägerrakete kommunizierte und im Falle einer bei dieser auftretenden Fehlfunktion Orbitalmodul und Rückkehrkapsel absprengen und aus der Gefahrenzone tragen sollte. Da bei einer Fehlfunktion in der Rakete die Stromversorgung nicht mehr gewährleistet war, entwarf Yang Hong ein System mit Informationsaustausch aber separater Stromversorgung, dazu noch sieben Ersatzsysteme für  multiple Redundanz. Bei einem Bodentest im Jahr 1998 funktionierte das System mit der Kommunikation zwischen Raumschiff und Rakete einwandfrei.
Der erste  Testflug des Raumschiffs verlief weniger erfolgreich. Vom Zentralkomitee der Kommunistischen Partei Chinas war Druck aufgebaut worden, den Start zeitnah zum 50. Jahrestag der Gründung der Volksrepublik China am 1. Oktober 1999 durchzuführen.
Dadurch, und durch die in den 1990er Jahren, dem Schwarzen Jahrzehnt der chinesischen Raumfahrt, sehr niedrige Arbeitsmoral kam es an Rakete und Raumschiff zu fast 100 Qualitätsmängeln.
Am Ende fand der Start einen Monat später als geplant, am 19. November 1999, statt. Gegen Ende der Mission, bei der letzten Erdumkreisung vor dem Wiedereintritt, führte des Raumschiff plötzlich nicht mehr die vom Raumfahrtkontrollzentrum Peking gesendeten Befehle aus. 10 Sekunden, bevor die Mission gescheitert wäre, gelang es schließlich, das Kommando für das Bremsmanöver über das Bahnverfolgungsschiff „Yuan Wang 3“, das vor der Küste Namibias stationiert war, an das Raumschiff zu übertragen. Die Landung erfolgte dann reibungslos.
Beim dritten Testflug, der Mission Shenzhou 3, sollte im Inneren des Raumschiffs eine bessere Verkabelung zum Einsatz kommen.
Drei Tage nachdem das Raumschiff im Januar 2002 zum Kosmodrom Jiuquan gebracht worden war, stellten die Techniker während der Routineüberprüfungen vor dem Start an einem Kontakt in einer der von Yang Hong und seiner Gruppe neu konstruierten Mehrfach-Steckverbindungen, über die Strom und Steuerbefehle zwischen Raumschiff und Startrampe übertragen wurden, eine reduzierte Leitfähigkeit fest. Es hätte zwar einen redundanten Reservekontakt gegeben, über den die Steuerbefehle hätten übertragen werden können, man beschloss jedoch, die Steckverbindung auszubauen und zurück in die Fabrik nach Peking zu bringen, um die Ursache des Fehlers zu finden. Auch mehrere hundert Techniker und Ingenieure, die für die Startvorbereitungen zum Kosmodrom gereist waren, mussten zurückkehren, etwas, das es bis dahin in der Geschichte der chinesischen Raumfahrt noch nicht gegeben hatte.
Am Ende stellte sich heraus, dass der Stecker von Grund auf falsch konstruiert war. Yang Hong und seine Leute mussten einen völlig neuen Stecker entwerfen. Das Problem war, dass der Stecker im Raumschiff 77 mal verwendet wurde. Neukonstruktion, Herstellung und Überprüfung aller Verbindungen dauerten drei Monate. Der Start musste auf den 25. März 2002 verschoben werden. Yang Hong und seine gesamte Abteilung erhielten Disziplinarstrafen.
Am stärksten bestraft wurde Yang Hong als zuständiger Abteilungsleiter. Es wurden ihm sämtliche Lohnerhöhungen gestrichen und er erhielt nur noch sein Praktikantengehalt von 1990 – die letzte Stufe vor der Entlassung.
Fehler in der Verkabelung sind nichts Ungewöhnliches – mit 20 % stellen sie den größten Anteil aller Qualitätsmängel in der Raumfahrt.
Der falsch konstruierte Stecker hatte für Yang Hong keine langfristigen Konsequenzen. Er wurde bei der Chinesischen Akademie für Weltraumtechnologie zum stellvertretenden Chefkonstrukteur des Raumschiffs Shenzhou 4 ernannt, das am 29. Dezember 2002 zum letzten unbemannten Testflug startete.
In dieser Eigenschaft war er auch stellvertretender Technischer Direktor des Raumschiffsystems beim Büro für bemannte Raumfahrt, das unter der Verantwortung der Akademie für Weltraumtechnologie steht. Nach Chinas erstem bemannten Raumflug am 15. Oktober 2003 wurde er von der Propagandaabteilung des Zentralkomitees der KPCh (中国共产党中央委员会宣传部) zusammen mit Yang Liwei, Wang Yongzhi und fünf weiteren führenden Persönlichkeiten in die „Vortragsgruppe für im Rahmen des bemannten Raumfahrtprogramms geleistete Taten im Dienste des Fortschritts“ (载人航天工程先进事迹报告团) berufen, die ab dem 7. November 2003 das Land bereiste und auf Informationsveranstaltungen aus der Sicht der Akteure die einzelnen Aspekte des bemannten Raumfahrtprogramms vorstellte.

### Tiangong-Raumlabor
Bei dem Raumschiff Shenzhou 6, das am 12. Oktober 2005 zwei Raumfahrer für eine fünftägige Mission ins All brachte, war Yang Hong noch einmal stellvertretender Chefkonstrukteur, dann wurde ihm die Leitung der Entwicklergruppe für das Raumlabor Tiangong übertragen. Damit ging eine Ernennung zum Technischen Direktor des beim Büro für bemannte Raumfahrt neu eingerichteten Raumlaborsystems einher. Bei dem für eine Lebensdauer von zwei Jahren ausgelegten Raumlabor – am Ende verblieben die beiden gestarteten Labors wesentlich länger im All – sollten neben Vorstudien für Lebenserhaltungssysteme vor allem Technologien für Koppelmanöver erprobt werden, eine unabdingbare Voraussetzung für die geplante Raumstation.
Die Entwicklung des Koppelsystems wurde von Yang Hong persönlich geleitet, wobei die Kommunikation zwischen dem Raumlabor und dem sich nähernden Raumschiff oder Frachter eine besondere Herausforderung darstellte. Seit September 2021 verwenden die chinesischen Raumflugkörper bei Koppelmanövern im erdnahen Raum das Beidou-Satellitennavigationssystem.
Damals existierte dieses System jedoch noch nicht und es kam ein Mikrowellen-Radar der Akademie für Verteidigungstechnologie zum Einsatz, wie es in ähnlicher Form auch für Flugabwehrraketen verwendet wird.
Außerdem musste die Hochspannungs-Stromversorgung mit 100 V konzipiert werden, ebenso wie ein Belüftungs- und Temperaturregelungssystem mit mehreren Kreisläufen. Am 29. September 2011 wurde Tiangong 1 von einer Changzheng 2F/T ins All befördert, am 3. November 2011 koppelte das unbemannte Raumschiff Shenzhou 8 erfolgreich am Raumlabor an.

### Chinesische Raumstation
Am 25. September 2010, also ein Jahr vor dem Start von Tiangong 1, genehmigte der Ständige Ausschuss des Politbüros der KPCh den Bau der Chinesischen Raumstation.
Einen Monat später wurde beim Büro für bemannte Raumfahrt ein Raumstationsystem eingerichtet, zu dessen Technischem Direktor Yang Hong ernannt wurde.
Chefkonstrukteur für das Raumlabor Tiangong 2 und Technischer Direktor des Raumlaborsystems wurde Zhu Congpeng (朱枞鹏, * 1963).
Die politischen Vorgaben für die Raumstation waren recht allgemein gehalten: modulare Bauweise, 20 t schwer, langfristig besetzt, wirtschaftlicher Nutzen für die Zivilgesellschaft (betrieben wurde das bemannte Raumfahrtprogramm damals vom Hauptzeugamt der Volksbefreiungsarmee). Yang Hong und sein Kollege Wang Xiang (王翔) von der Akademie für Weltraumtechnologie, der zum Kommandanten des Raumstationsystems ernannt worden und als solcher für die organisatorischen Dinge zuständig war, sahen sich zunächst andere Raumstationen an, vor allem die sowjetisch-russische Mir und die Internationale Raumstation ISS.

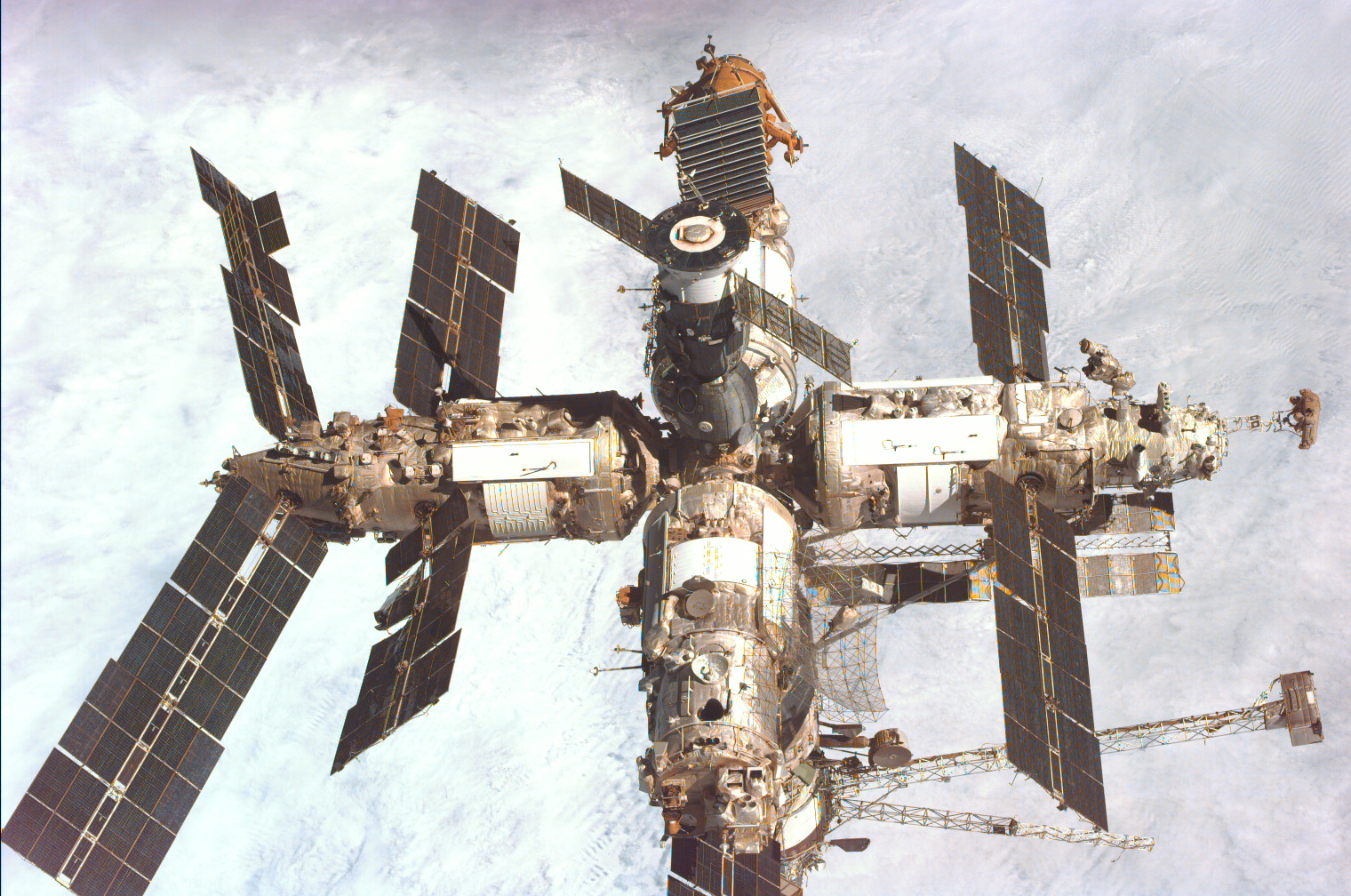
Die Mir im Endzustand 1998

Bei der Mir erkannten die Ingenieure folgende Probleme:
1. Da die Raumstation nicht von Anfang an als Ganzes konzipiert war, sondern im Laufe der Jahre immer weitere Module mit jeweils eigenen, relativ großen Solarzellenflächen angebaut wurden, kam es bei diesen zu einer wechselseitigen Verschattung, was die zur Verfügung stehende elektrische Leistung stark senkte und den regulären Betrieb, die effiziente Nutzung der Nutzlasten sowie die Lebensqualität der Besatzung beeinträchtigte.
2. Die Mir war ursprünglich für eine Lebensdauer von 5 Jahren ausgelegt, verbrachte dann jedoch 15 Jahre im All. Wegen der ursprünglich geplanten, nur kurzen Nutzungszeit waren Langlebigkeit, Wartungsfreundlichkeit und leichte Auswechselbarkeit der einzelnen Geräte bei der Konstruktion nicht in Erwägung gezogen worden. In den letzten Jahren der Station verbrachten die Besatzungen 80 % ihrer Arbeitszeit mit Reparaturen und nur 20 % mit wissenschaftlichen Experimenten. Man betrieb am Ende nur noch Raumfahrt um der Raumfahrt willen.

Auch bei der ISS sah man Probleme:
1. Im russischen und im amerikanischen Segment wurden unterschiedliche, nicht  miteinander kompatible Technologien eingesetzt, was zu einer relativ starken Trennung und einer mangelnden Effizienz führte. So verwendeten zum Beispiel Roskosmos und NASA unterschiedliche Kühlsysteme, was eine optimale, an die jeweilige Orbitalposition bzw. Besonnungssituation angepasste Temperaturregelung der Station unmöglich machte.
2. Wegen der extremen Größe der ISS dauerte der Bau 14 Jahre, während denen sie nicht optimal genutzt werden konnte; die Raumfahrer verbrachten sehr viel Zeit mit Außenbordeinsätzen und Installationsarbeiten. Wegen der Größe der Station war nicht nur der Bau, sondern auch Betrieb und Wartung sehr teuer, was den beteiligten Staaten hohe Dauerkosten aufbürdete, die in keinem Verhältnis zum erzielten Nutzen standen.[29]

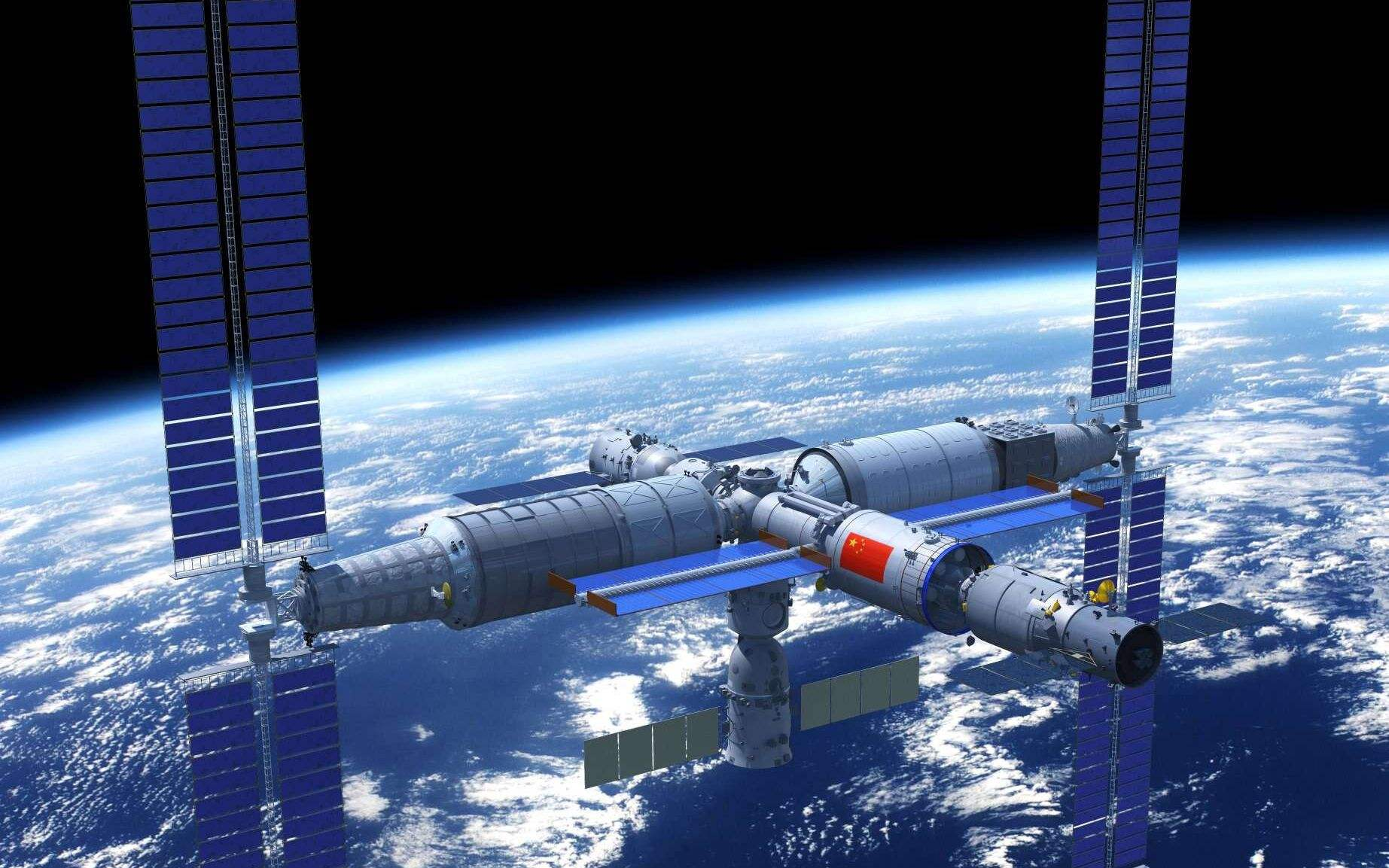
Die Chinesische Raumstation im Zustand Ende 2022

Daher beschlossen Yang Hong und seine Kollegen, nicht eine möglichst große, sondern eine möglichst effiziente Station zu konstruieren. Man war sich darüber im Klaren, dass die Anfragen von Nutzern der Raumstation im Laufe der Jahre nicht weniger werden würden. Daher sah man von Anfang an eine Erweiterungsmöglichkeit der zunächst als T konzipierten Station um ein weiteres T zu einer 干-Form vor; die Solarzellenflügel an den Enden der ersten beiden Wissenschaftsmodule sind so dimensioniert, dass sie sechs Module mit Energie versorgen können. Außerdem kann die Station durch separat fliegende und nur kurzzeitig angedockte Module wie das Xuntian-Teleskop oder ausgediente, als temporäres Raumlabor dienende Tianzhou-Frachter ergänzt werden.
Seit dem Start des Kernmoduls Tianhe am 29. April 2021 ist das Raumstationsystem auch für den Betrieb der Chinesischen Raumstation zuständig. In den Räumlichkeiten der Akademie für Weltraumtechnologie befindet sich ein aus parallel zu den für den Flug ins All bestimmten Modulen gebauten Doppelexemplaren zusammengefügter Zwilling der Raumstation. Die Module sind zur leichteren Begehbarkeit an den Sektionsgrenzen getrennt, beide Hälften entlang der Längsachse drehbar gelagert. An diesem Duplikat der im Orbit befindlichen Raumstation können Fehlfunktionen reproduziert und Lösungsmöglichkeiten erprobt werden. Daneben richteten Yang Hong und seine Kollegen noch eine Art Kontrollraum ein, in dem ein digitales Modell der Raumstation betrieben wird (数字空间站厅), das 24 Stunden pro Tag parallel zur realen Raumstation läuft. Neben den Telemetriedaten wird dort auch die Menge und Position sämtlicher beweglicher Güter immer auf dem neuesten Stand gehalten, von den im Doppelboden der Station gelagerten Ersatzteilen bis zu den Äpfeln im Kühlschrank. Jedes Mal, wenn die Raumfahrer einen Gegenstand bewegen, haben sie mit ihren mobilen Endgeräten den aufgedruckten QR-Code zu scannen. Außerdem hat der Kontrollraum Zugriff auf die Bilder der Kameras im Inneren und außen an der Station, sodass Veränderungen auch von Mitarbeitern der Akademie manuell eingegeben werden können. An diesem digitalen Modell können die Techniker nicht nur in Echtzeit den Zustand der Station überwachen, sondern auch Aktionen simulieren und deren Folgen abschätzen.